# والیوه
والیوه (به لاتین: Waliły) یک روستا در لهستان است که در گمینا گرودک واقع شده‌است. والیوه ۲۹۰ نفر جمعیت دارد.